# 巴赫塔河 (維戈爾河支流)
巴赫塔河（烏克蘭語：Бухта），是烏克蘭的河流，位於該國東部，屬於維戈爾河的右支流，發源自別爾希夫齊以北，流經利沃夫州，河道全長26公里，流域面積151平方公里。